# St Fagans Castle

St Fagans Castle (walisisk: Castell Sain Ffagan) er en elizabetiansk herregård i St Fagans, Cardiff, Wales, der stammer fra slutningen af 1500-tallet.
En borg fra 1200-tallet stod tidligere på stedet. I 1536 var den en ruin, og stedet blev solgt til Dr John Gibbon i 1563. Der blev opført en ny bygning blev opført enten af Gibbon eller Nicholas Herbert, der købte stedet fra Gibbon i 1586. En del af den D-formede bygning fra middelalderen er fortsat bevaret og den danner en mur omkring den nuværende bygning.
Huset og de tilbageværende middelalderlige fæstningsværker er listed building af første grad. Jordene omkring St Fagans Castle bruges i dag af St Fagans National Museum of History.